# Чистяков, Вадим Геннадьевич
Вадим Геннадьевич Чистяков (24.07.1933, Полоцк — 31.08.1993, Коломна) — советский конструктор вооружений.
Окончил Коломенский филиал Ленинградского военно-механического института (1957).
С апреля 1957 по декабрь 1963 года начальник сектора в п/я 214, Пермь.
С 9.1.1964 по 31.8.1993 работал в Конструкторском бюро машиностроения (КБМ) в должностях от руководителя группы до начальника отдела.
Участник разработки и отработки межконтинентальной твердотопливной баллистической ракеты «Гном», проектирования, испытания и внедрения в серийное производство тактических ракетных комплексов «Точка», «Точка-У», оперативно-тактических ракетных комплексов «Ока», «Ока-У».
Автор 18 изобретений.
Лауреат Государственной премии СССР 1981 года — за разработку тактического ракетного комплекса «Точка».
Награждён орденом «Знак Почёта» (1976) и медалью «Ветеран труда» (1985).